# Glyptobasis dentifera
Glyptobasis dentifera là một loài côn trùng trong họ Ascalaphidae thuộc bộ Neuroptera. Loài này được Westwood miêu tả năm 1847.